# 티턴군 (와이오밍주)

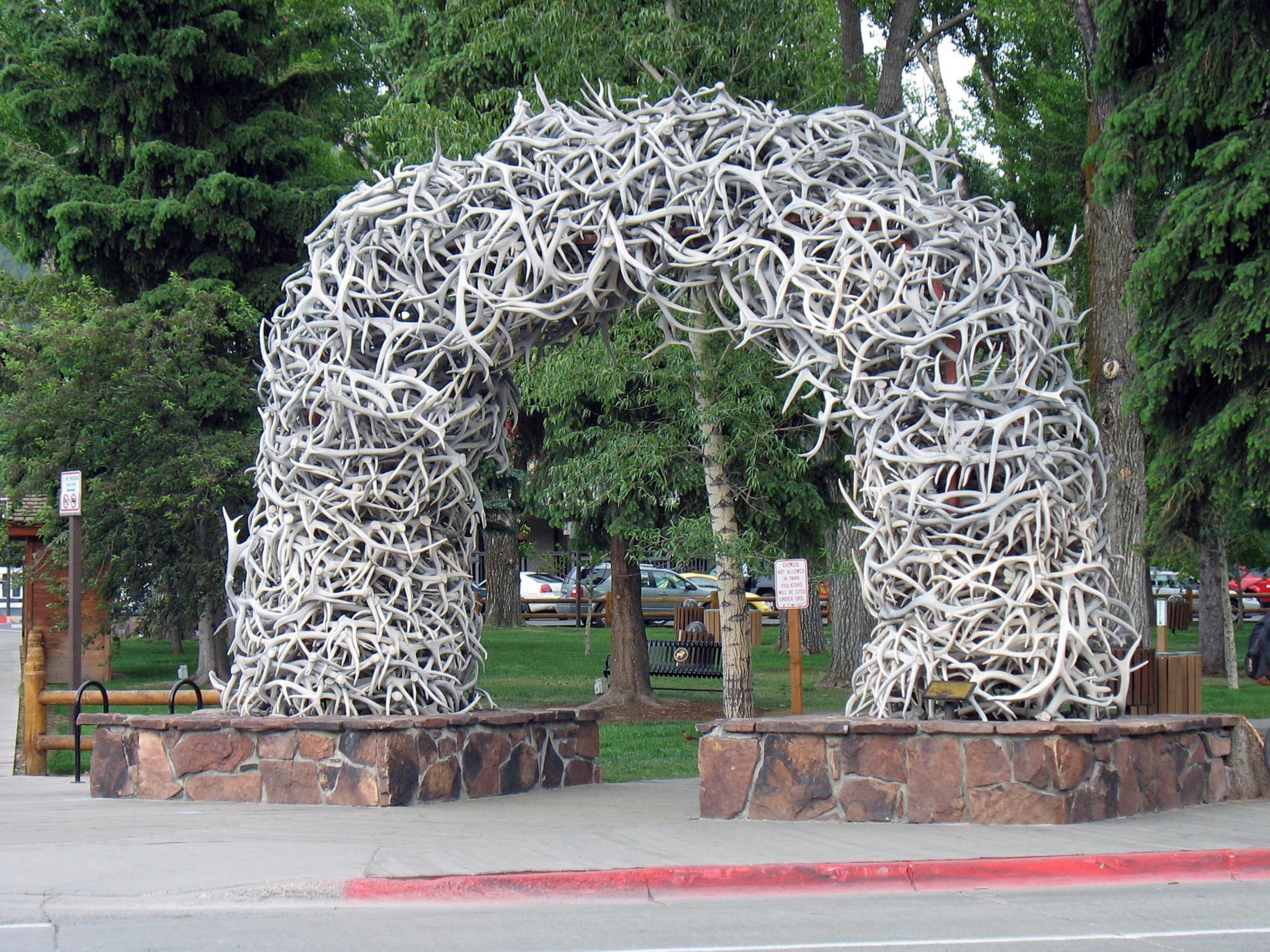

티턴군 또는 티턴 카운티(Teton County)는 미국 와이오밍주에 위치한 군이다. 2010년 기준으로 이 지역의 인구 수는 총 21,294명이다. 2019년 추산으로 이 지역의 총 인구 수는 23,464명이다.

## 인구
| 인구조사                                | 인구   | Note  | %±    |
| --------------------------------------- | ------ | ----- | ----- |
| 1930년                                  | 2,003  |       | —     |
| 1940년                                  | 2,543  |       | 27.0% |
| 1950년                                  | 2,593  |       | 2.0%  |
| 1960년                                  | 3,062  |       | 18.1% |
| 1970년                                  | 4,823  |       | 57.5% |
| 1980년                                  | 9,355  |       | 94.0% |
| 1990년                                  | 11,172 |       | 19.4% |
| 2000년                                  | 18,251 |       | 63.4% |
| 2010년                                  | 21,294 |       | 16.7% |
| 2019 (추산)                             | 23,464 | [ 1 ] | 10.2% |
| US Decennial Census 1870–2000 2010–2016 |        |       |       |

## 같이 보기
- 와이오밍주